# Cirrimaxilla
Cirrimaxilla es un género de peces de la familia morénidas  en el orden de los Anguilliformes.

## Especies
- Cirrimaxilla formosa Chen & Shao, 1995